# 谢球
谢球（367年—407年），字景璋，陈郡阳夏人，谢奕之孙，谢攸之子。夫人琅邪王德光，是王羲之之孙，王焕之之女。谢球和夫人王德光的墓志出土于南京雨花台区谢氏家族墓地。谢球之子谢元在《宋书》附于何承天传。